# Esarcato apostolico di Harbin
L'esarcato apostolico di Harbin (in latino: Exarchatus Apostolicus Harbinensis) è una sede della Chiesa cattolica in Cina; benché ancora riportata dagli Annuari pontifici, è vacante da diversi decenni e non sembra essere più attiva.

## Territorio
L'esarcato apostolico in origine estendeva la sua giurisdizione sui fedeli russi di rito bizantino residenti in Cina, in particolare nell'estremo nord-est del Paese.

## Storia
L'ordinariato di Harbin fu eretto il 20 maggio 1928 con il decreto Fidelium Russorum della Pontificia Commissione pro Russia. La sede dell'esarca era la città di Harbin nella Manciuria cinese, dove molti russi si erano rifugiati quando il comunismo aveva preso il potere in Russia. Lo stesso decreto istituì ad Harbin la parrocchia di San Vladimiro per la città e il territorio circostante.
L'ordinariato aveva giurisdizione, almeno formalmente, su tutti i fedeli greco-cattolici russi residenti nell'ex Impero cinese. In seguito la sua giurisdizione fu estesa a tutti i fedeli di rito orientale, come è documentato dall'Annuario Pontificio del 1940.
Quando Fabijan Abrantovič, primo ordinario, giunse a Harbin il 6 novembre 1928, vi trovò una situazione disastrosa. Solo 7 persone assistettero alla sua prima divina liturgia. Mentre la Santa Sede si attendeva la possibilità di convertire molti ortodossi russi al cattolicesimo, a padre Abrantovič questa possibilità apparve subito remota e irrealistica. Anche se le conversioni al cattolicesimo restarono piuttosto rare, furono istituite scuole e orfanotrofi per i russi e i polacchi.
L'11 ottobre 1937 fu aperto un noviziato della Congregazione dei chierici mariani per il rito bizantino.
Nel 1939 padre Abrantovič si recò a Roma per la visita ad limina, poi visitò le case del suo ordine in Polonia, Lettonia e Lituania. Dopo lo scoppio della guerra non riuscì a tornare in Polonia e fu arrestato e torturato dagli agenti sovietici del NKVD. Nel 1942 fu condannato a dieci anni di lavori forzati e morì in carcere nel 1946.
A partire dall'Annuario pontificio del 1941, il titolo fu modificato in quello di «esarca apostolico per i russi di rito bizantino e per tutti i fedeli di rito orientale». Successivamente l'esarcato ha assunto il nome attuale.
Nel 1948 l'esarcato apostolico contava circa 500 battezzati. Il 22 dicembre dello stesso anno l'esarca padre Andrėj Cikota fu arrestato a Harbin con tutti i sacerdoti dell'esarcato. Furono deportati in Siberia e detenuti a Čita. Nel 1949 furono condannati a 25 anni di lavori forzati. Monsignor Cikota morì nell'infermeria del lager Ozerlag presso Tajšet il 13 febbraio 1952.

## Cronotassi dei vescovi
Si omettono i periodi di sede vacante non superiori ai 2 anni o non storicamente accertati.
- Fabijan Abrantovič, M.I.C. † (31 maggio 1928 - 1939 dimesso)
- Andrėj Cikota, M.I.C. † (20 ottobre 1939 - 13 febbraio 1952 deceduto)
  - Sede vacante (dal 1952)